# Бокуть, Борис Васильевич
Борис Васильевич Бокуть (бел. Барыс Васільевіч Бокуць; 27 октября 1926, Сокольщина, Минский округ — 15 марта 1993, Минск) — советский и белорусский физик-теоретик, академик Национальной академии наук Беларуси (1980), доктор физико-математических наук (1973), профессор (1975). Заслуженный деятель науки БССР (1978).

## Биография

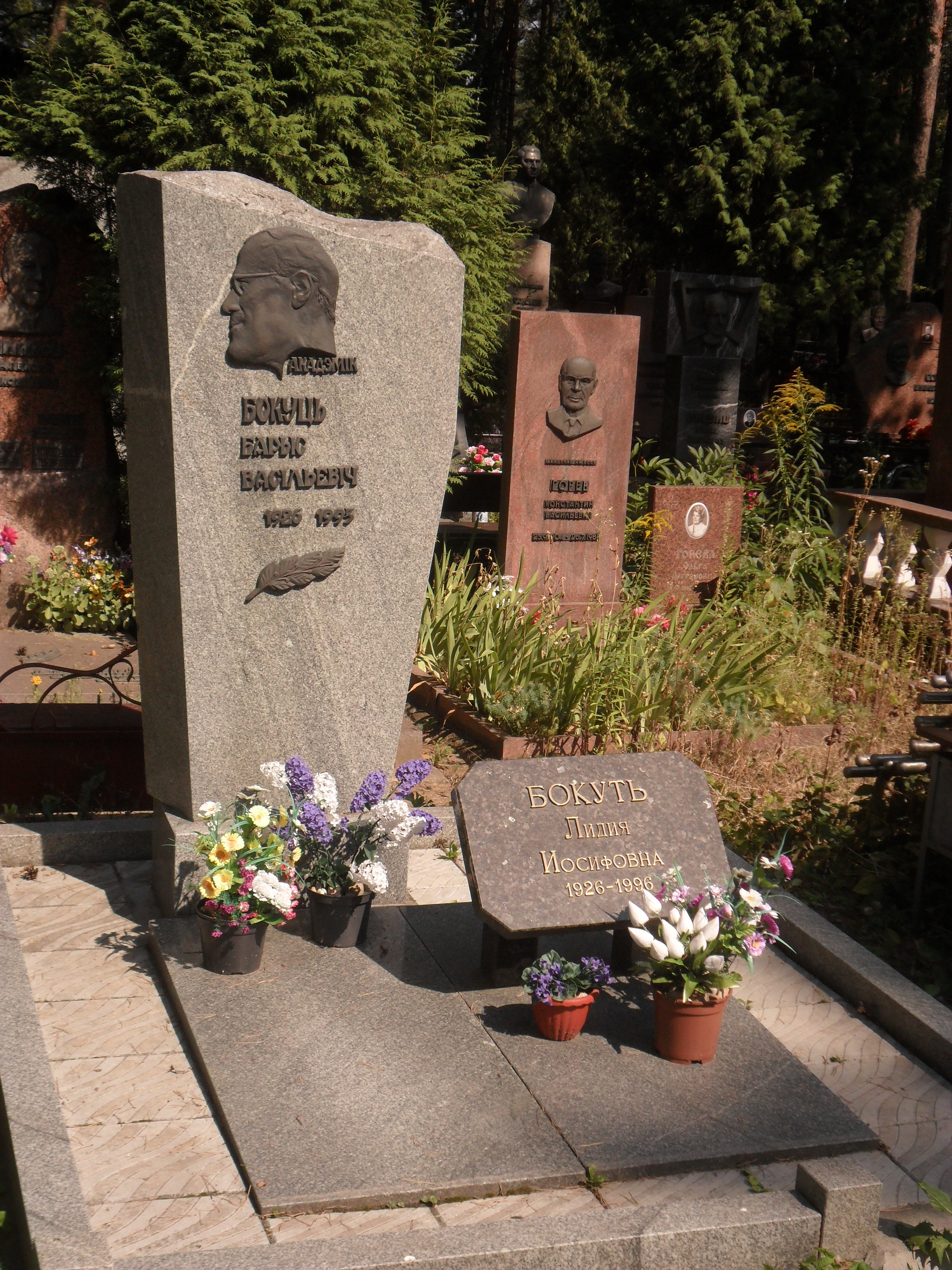
Могила Бокутя на Восточном кладбище Минска.

Борис Бокуть родился в деревне Сокольщина (Узденский район Минская область) в крестьянской семье, по национальности белорус. В годы Великой Отечественной войны активно участвовал в партизанском движении, состоял в Узденской подпольной организации. После освобождения Беларуси в 1944 присоединился к действующей армии, участвовал в боях ручным пулемётчиком в составе 1223-го стрелкового полка 369-й стрелковой дивизии 50-й армии 2-го Белорусского фронта, 18 августа 1944 года был тяжело ранен в левую половину грудной клетки, удалены два ребра, получена 2-я группа инвалидности. После окончания войны окончил школу, поступил на физико-математический факультет БГУ, который окончил в 1952. Затем был аспирантом кафедры теоретической физики. C 1955 года работал в Институте физики АН БССР.
С 1973 по 1988 год — ректор Гомельского университета.
Вернувшись в Минск, до 1991 работал главным научным сотрудником лаборатории кристаллооптики Института физики АН Беларуси. В 1991—1993 годы являлся советником при дирекции института. В 1975—1980 годы избирался депутатом Верховного Совета БССР. 

## Научная деятельность
В 1955 году защитил кандидатскую, в 1972 — докторскую диссертацию.
Основные работы Б. В. Бокутя посвящены вопросам электродинамики и кристаллооптики. Им были разработаны методы корректного решения граничных задач при рассмотрении гиротропных кристаллов естественного происхождения, а также способы определения параметров оптической активности кристаллов по характеристикам поляризации прошедшего и отраженного света. Ряд работ посвящены изучению нелинейных свойств кристаллов. В частности, Бокуть изучил процессы генерации гармоник (удвоенных, суммарных, разностных частот) и определил особенности этого эффекта в зависимости от оптических свойств нелинейного кристалла и параметров падающего излучения. Им были выяснены основные характеристики эффекта нелинейной оптической активности и явления пондеромоторного действия мощного света на нелинейные кристаллы. В 1984 эта деятельность была отмечена Государственной премией СССР.

## Награды
- Медаль «За отвагу» (6 ноября 1947)
- Орден Трудового Красного Знамени (1976, 1986)
- Государственная премия СССР (1984)
- Орден Отечественной войны I степени (1985)
- Медаль Франциска Скорины (1991)

## Работы
Б. В. Бокуть — автор около 200 научных трудов, в том числе 3 монографий, 20 изобретений.

### Монографии
- Б. В. Бокуть, Н. С. Казак, А. Н. Сердюков. Нелинейная оптическая активность. — Минск: Ин-т физики Акад.наук БССР, 1971. — 45 с. 50 экз.
- Б. В. Бокуть, А. Н. Сердюков. Основы теоретической кристаллооптики. — Гомель: Изд-во Гомельского ун-та, 1977.
- А. Ф. Константинова, Б. Н. Гречушников, Б. В. Бокуть, Е. Г. Валяшко. Оптические свойства кристаллов. — Минск: Наука и техника, 1995.

### Статьи
- Б. В. Бокуть, Н. С. Казак, А. Г. Мащенко, В. А. Мостовников, А. Н. Рубинов. Генерация мощного излучения с перестройкой спектра в области 280—385 нм. // Письма в ЖЭТФ, 1972, Т. 15, № 1.

## Память
- В Гомельском университете регулярно проводится Международная научная конференция «Проблемы взаимодействия излучения с веществом», посвященная академику Б. В. Бокутю.